# Steeple en Coupe d'Europe des nations d'athlétisme
Le 3000 mètres steeple est disputé en Coupe d'Europe des nations d'athlétisme à partir de 1965 chez les hommes et de 2002 chez les femmes, jusqu'à la disparition de la compétition en 2008.

## Vainqueurs
Les vainqueurs individuels sont :
- 1998 : Alessandro Lambruschini (ITA)
- 1999 : Gaël Pencréach (FRA)
- 2000 : Bouabdellah Tahri (FRA)
- 2001 : Bouabdellah Tahri (FRA)[1]
- 2002 : 
  - Hommes : Bouabdellah Tahri (FRA)[1]
  - Femmes : Justyna Bąk (POL)[2]
- 2003 :
  - Hommes : Pavel Potapovitch (RUS)[1]
  - Femmes : Goulnara Samitova-Galkina (RUS)[2]
- 2004 :
  - Hommes : Bouabdellah Tahri (FRA)[1]
  - Femmes : Élodie Olivares (FRA)[2]
- 2005 :
  - Hommes : Antonio David Jiménez (ESP)[1]
  - Femmes : Cristina Casandra (ROU)
- 2006
  - Hommes : Antonio David Jiménez (ESP)[1]
  - Femmes : Yelena Sidorchenkova (RUS)[2]
- 2007 :
  - Hommes : Filmon Ghirmai (ALL)
  - Femmes : Katarzyna Kowalska (POL)
- 2008 : 
  - Hommes : Mahiedine Mekhissi-Benabbad (FRA)
  - Femmes : Goulnara Samitova-Galkina (RUS)[3]